# 比津駅

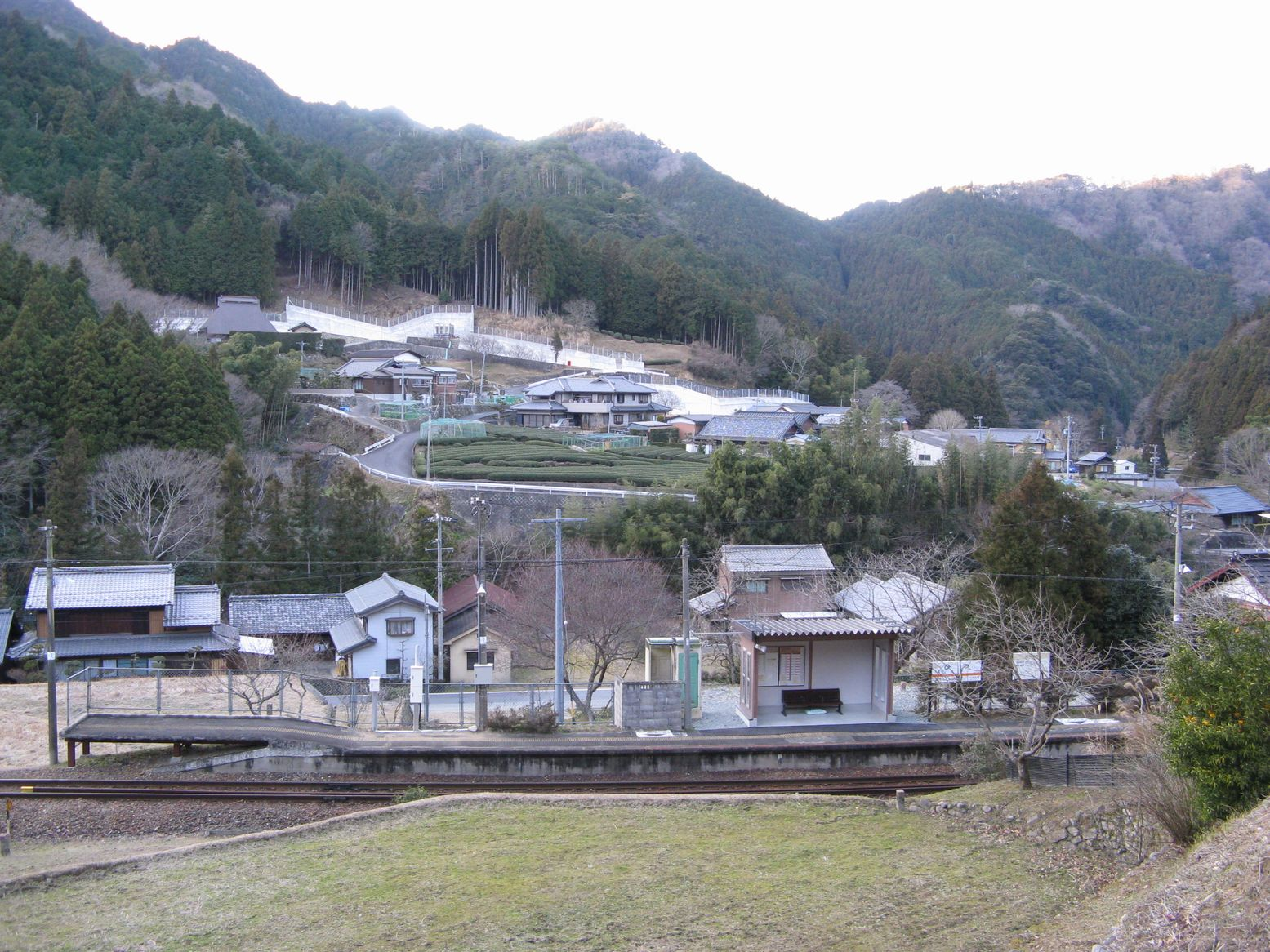
駅上方からホームを望む（2008年1月）

比津駅（ひつえき）は、三重県津市美杉町八知にある、東海旅客鉄道（JR東海）名松線の駅である。

## 歴史
家城駅 - 伊勢奥津駅間の設計画が立案された当初、当駅開設予定は無かった。そこで当時の八知村長や村の有力者は建設を所管する鉄道省岐阜建設事務所へ何度も陳情し、駅員を配置しない簡易駅として設置することが認められた。第二次世界大戦中は、各駅からの乗車人数が1日数十人までに制限されたため、駅員のいない当駅に乗車希望者が殺到すると言う事態が発生した。
戦後、駅舎を建設し寄付すれば駅員配置を認める決定が成されたため、八知村は1947年（昭和22年）6月に駅舎建設開始、同年8月2日に鉄道省へ引き渡した。これを受け駅へ電話を引入れ、同年10月1日から駅員2名が配置された。

### 年表
- 1935年（昭和10年）12月5日：鉄道省名松線家城駅 - 伊勢奥津駅間開通時に開設[1]。旅客営業のみ[2]。簡易駅として開設されたため、無人駅であった[2]。
  - 当時は、参宮線津 - 山田間及び名松線各駅を発着する旅客のみ利用可能であった。
- 1947年（昭和22年）10月1日：旅客制限撤廃、荷物扱い開始[4]。駅員2名配置[2]。
- 1951年（昭和26年）12月15日：荷物扱い廃止[5]、無人駅化[2]。
- 1987年（昭和62年）4月1日：国鉄分割民営化により、東海旅客鉄道（JR東海）の駅となる[1]。
- 2009年（平成21年）
  - 10月8日：台風18号により、名松線全面運休[1]。
  - 10月15日：家城 - 伊勢奥津間バス代行により、列車運休[1]。
- 2016年（平成28年）3月26日：家城駅 - 伊勢奥津駅間復旧、運行再開[6]。

## 駅構造

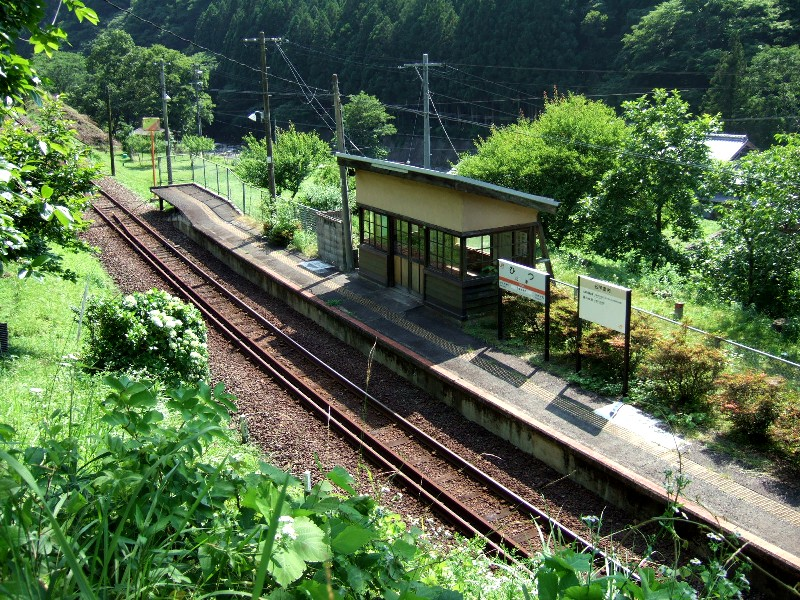
かつての比津駅待合所（2006年6月）

単式ホーム1面1線を有する地上駅。線路西側にホームがある。
松阪駅管理の無人駅。ホーム上に開放式待合所が設置されている。長らく木造の待合所が残っていたが、2007年秋に建て替えられた。

## 利用状況
「三重県統計書」によると、近年の1日平均乗車人員の推移は以下の通り。なお、2009年度 - 2015年度は、2009年10月 - 2016年3月まで行われていたバス代行輸送分を含んでいる。
| 年度   | 一日平均 乗車人員 |
| ------ | ----------------- |
| 1954年 | 74                |
| 1956年 | 73                |
| 1998年 | 19                |
| 1999年 | 18                |
| 2000年 | 17                |
| 2001年 | 16                |
| 2002年 | 13                |
| 2003年 | 11                |
| 2004年 | 12                |
| 2005年 | 12                |
| 2006年 | 12                |
| 2007年 | 14                |
| 2008年 | 12                |
| 2009年 | 9                 |
| 2010年 | 7                 |
| 2011年 | 5                 |
| 2012年 | 5                 |
| 2013年 | 5                 |
| 2014年 | 4                 |
| 2015年 | 4                 |
| 2016年 | 6                 |
| 2017年 | 5                 |
| 2018年 | 5                 |
| 2019年 | 5                 |

## 駅周辺
駅近くには小規模ながら比津集落がある。また、三重県道666号を東に進んで比津峠を越えると駅から45分ほどで多気の集落に入る。ここは南北朝時代 - 戦国時代にかけて伊勢国で大きな勢力を持った国司・北畠氏の本拠地であった。北畠居館跡（現：北畠神社）・霧山城跡がその痕跡として残っている。

### バス路線
- 津市コミュニティバス（美杉地域）

## 隣の駅
東海旅客鉄道（JR東海）
■名松線
伊勢八知駅 - 比津駅 - 伊勢奥津駅